# Geenmeer
Geenmeer is een gehucht van Meldert, in de Belgische gemeente Lummen. Geenmeer ligt onmiddellijk ten noordoosten van de kom van Meldert.
De Sint-Willibrorduskapel uit 1780 bevindt zich te Geenmeer. Ook de schans van Geenrode ligt niet ver van Geenmeer, en werd ook wel de Geenmeerschans genoemd.